# Benny Green (saxo)
Benny Green (Leeds, Yorkshire; 9 de diciembre de 1927  - Surrey; 22 de junio de 1998) fue un saxofonista británico de jazz, conocido por sus shows de radio y por sus libros.

## Biografía
En 1958, aparece en los charts de música pop británicos, como miembro de un grupo llamado "Lord Rockingham's XI", que era la banda residente de un programa de rock muy popular de la TV inglesa. Durante muchos años, mantuvo un programa en la BBC Redio 2, donde homenajeaba a los compositores clásicos de jazz (Jerome Kern, Cole Porter...) y a músicos como Benny Goodman o Glenn Miller. Mantuvo igualmente durante casi veinte años otro programa, llamado "Jazz Score", donde aparecieron un gran número de músicos de jazz. Su presencia en diversos programas en la BBC 4 y en otras emisoras, se prolongó durante las décadas de 1970 y 1980, a la vez que colaboraba asiduamente con revistas como el Punch Magazine y diarios de información general. En 1981 publicó una biografía literaria sobre P. G. Wodehouse, de quien era un gran admirador.
Su hijo, Dominic Green, es guitarrista, y ha publicado un libro sobre su padre, Benny Green Words and Music (2003). Benny Green murió a los 70 años, de cáncer en el Royal Marsden Hospital de Surrey.